# Cannibal Sea
Cannibal Sea är The Essex Greens tredje studioalbum, utgivet 2006.

## Låtlista
1. "This Isn't Farmlife" – 4:06
2. "Don't Know Why (You Stay)" – 3:26
3. "Penny & Jack" – 2:53
4. "Snakes in the Grass" – 3:33
5. "Rue de Lis" – 3:15
6. "Cardinal Points" – 4:26
7. "Rabbit" – 2:24
8. "Uniform" – 3:22
9. "The Pride" – 3:13
10. "Sin City" – 2:32
11. "Elsinore" – 3:24
12. "Slope Song" – 3:33